# 甘棠箐遗址
甘棠箐遗址是中国云南省玉溪市江川区的一处旧石器时代早期的旷野遗址。位于路居镇上坝村委会龙潭村西南，抚仙湖南约5千米的山沟边。甘棠箐遗址保存完整，分布面积约3.1万平方米，地质年代初步判断为早更新世，对中国旧石器文化、人类起源与演化的研究有较大的价值。入选2015年度全国十大考古新发现。2019年10月7日公布为第八批全国重点文物保护单位。

## 发掘
1984年4月文物普查时发现，1986年6月、1988年9月、1989年2月曾多次考察，采集到大量脊椎动物化石及少量石制品。1989年10月24日至11月14日，云南省博物馆、玉溪地区文物管理所和江川县文物管理所组成联合发掘队，进行正式发掘，发掘面积约300平方米，出土动物化石数千件，骨器几十种，石器数千件，该次发掘未提交正式报告。甘棠箐的动物群被称为上龙潭动物群，与元谋动物群有很大的相似性，断代为早更新世晚期。2004年至2005年，云南省文物考古研究所对1989年出土的标本进行整理研究。2014年10月至2015年2月，云南省文物考古研究所联合玉溪市、江川县文管所对遗址进行主动性发掘，发掘面积50平方米，发掘深度约为6米，均深度6米左右，地层堆积20层，其中14至19层为文化层，厚度近3米。出土石制品25,153件，骨制品28件，木制品数十件，以及种类丰富的动植物化石。该次发掘还发现一处用火遗存，似篝火遗存，保存较好，此形制的用火遗存在中国旧石器早期遗址中为首次发现。2018年10月至2019年1月，再次进行考古发掘。